# Georgsmarienhütte
Georgsmarienhütte er en by og kommune med godt 31.600 indbyggere (2013), beliggende syd for byen Osnabrück i den sydlige del af Landkreis Osnabrück, i den tyske delstat Niedersachsen.

## Geografi
Georgsmarienhütte, der kaldes „Stadt im Grünen“ (Byen i det grønne), ligger i Osnabrücker Land mellem byen Osnabrück mod nord, og Teutoburger Wald mod syd. Ved den sydlige kommunegrænse til Bad Iburg ligger det 331 meter høje Dörenberg, der er det højeste punkt i den niedersachsiske del af disse Mittelgebirge.

### Nabokommuner
Med uret fra nord
- Osnabrück
- Bissendorf
- Hilter
- Bad Iburg
- Hagen
- Hasbergen

### Inddeling
Indbyggertal og areal er pr. 31. december 2008.
| Bydel                                   | Indb.  | Areal (i km²) | Tæthed (Indb/km²) |
| --------------------------------------- | ------ | ------------- | ----------------- |
| Alt-Georgsmarienhütte (inkl. Malbergen) | 7.983  | 9,86          | 810               |
| Harderberg                              | 2.811  | 7,84          | 359               |
| Holsten-Mündrup                         | 696    | 5,73          | 121               |
| Holzhausen                              | 4.842  | 3,74          | 1.295             |
| Kloster Oesede                          | 4.575  | 13,02         | 351               |
| Oesede (inkl. Dröper)                   | 12.403 | 14,70         | 844               |